# Leo Friedlander
Pour les articles homonymes, voir Friedlander.
Leo Friedlander, né le 6 juillet 1888 à New York et mort le 24 octobre 1966, est un sculpteur américain.

## Biographie
Friedlander étudia à la Ligue des étudiants en art (Art Students League) de New York mais aussi à l'école des beaux-arts de Bruxelles et de Paris. Il enseigna à l'académie américaine de Rome et à l'Université de New York.
Il réalisa plusieurs œuvres importantes : 
- les sculptures du Washington Memorial Arch, Valley Forge National Historical Park
- les bas-reliefs de la chambre nationale du commerce à Washington D.C.
- les sculptures du RCA Building au Rockefeller Center de New York
- les bas-reliefs du capitole de l'Oregon
- les sculptures des arts de la guerre sur le Arlington Memorial Bridge à Washington D.C.

En 1916, il est lauréat du prix de Rome américain (Rome Prize) en sculpture.